# Slipknot (альбом)
Slipknot — дебютний альбом гурту Slipknot. Випущений 29 червня 1999 року лейблом Roadrunner Records.

## Запис
В 1997 році, після випуску першого релізу гурту Mate. Feed. Kill. Repeat., учасники Slipknot продовжують писати новий матеріал і працювати в SR Аудіо, місцевій студії, з новим вокалістом Корі Тейлором. Пісні, написані і записані в цей період, включають «Slipknot», «Gently», «Do Nothing», «Tattered and Torn», «Heartache and a Pair of Scissors», «Me Inside», «Coleslaw», «Carve», «Windows» and «May 17th».. У 1998 році Slipknot отримує все більшу увагу з боку звукозаписних лейблів, включаючи Epic і Hollywood Records.

## Реліз та критика
Slipknot був добре прийнятий критиками і шанувальниками, і після його виходу, гурт завоював популярність за межами їх власних очікувань. Оглядач Allmusic Рік Андерсон нагородив альбом чотирма з п'яти зірок, називаючи його «сприятливим дебютом» і оголосив, "Ви думали, що Limp Bizkit були важкими? Вони — The Osmonds. Ці хлопці, щось зовсім інше. І це дуже вражає. Агресію альбому і важкий звук високо оцінили; Rolling Stone заявив: Slipknot — «це метал з великої букви м». Kerrang! додав: «сирий і абсолютно безкомпромісний, кожний трек завдав сильного удару до почуттів» і в 2001, Q включив альбом в їх список «50 найважчих альбомів всіх часів».
Сингл з альбому «Wait And Bleed», було номіновано на Best Metal Performance в 2001 році на Grammy Awards, але програли Deftones «Elite». Пісня також була названа 36-ю найкращою метал-піснею всіх часів, каналом VH1. Реліз альбому і гастролі, які послідували, значно збільшили популярність гурту. Цей альбом став «найбільш продаваним альбомом екстрим-метала в той час.».

## Список композицій
| Оригінальне видання | Оригінальне видання  | Оригінальне видання |
| #                   | Назва                | Тривалість          |
| ------------------- | -------------------- | ------------------- |
| 1.                  | «742617000027»       | 0:36                |
| 2.                  | «(sic)»              | 3:19                |
| 3.                  | «Eyeless»            | 3:56                |
| 4.                  | «Wait and Bleed»     | 2:27                |
| 5.                  | «Surfacing»          | 3:38                |
| 6.                  | «Spit It Out»        | 2:39                |
| 7.                  | «Tattered & Torn»    | 2:54                |
| 8.                  | «Frail Limb Nursery» | 0:45                |
| 9.                  | «Purity»             | 4:14                |
| 10.                 | «Liberate»           | 3:06                |
| 11.                 | «Prosthetics»        | 4:58                |
| 12.                 | «No Life»            | 2:47                |
| 13.                 | «Diluted»            | 3:23                |
| 14.                 | «Only One»           | 2:26                |
| 15.                 | «Scissors»           | 19:15               |
| 60:23               |                      |                     |

## Позиції в чартах
| Чарт (1999)               | Найвища позиція |
| ------------------------- | --------------- |
| Australian Albums Charts  | 32              |
| Austrian Albums Chart     | 44              |
| Dutch Albums Charts       | 42              |
| Finnish Albums Chart      | 30              |
| French Albums Chart       | 175             |
| German Albums Chart       | 57              |
| New Zealand Albums Charts | 49              |
| Swedish Albums Chart      | 53              |
| UK Albums Chart           | 37              |
| US Billboard 200          | 51              |
| US Top Heatseekers        | 1               |

## Сертифікації
| Країна          | Сертифікації  |
| --------------- | ------------- |
| Australia       | Платиновий    |
| Canada          | Платиновий    |
| Netherlands     | Золотий       |
| Велика Британія | Платиновий    |
| США             | 2x Платиновий |